# Marie Hammarström
Pour les articles homonymes, voir Hammarström.
Marie Hammarström, née le 29 mars 1982 à Glanshammar, est une joueuse suédoise de football évoluant au poste de milieu de terrain. Internationale suédoise depuis 2010, elle évolue au club suédois du KIF Örebro DFF. Elle est la sœur jumelle de la footballeuse Kristin Hammarström.

## Biographie
En club, Marie Hammarström joue en Suède au Karlslunds IF (en) de 1999 à 2003. Elle évolue ensuite à l'Umeå IK de 2003 à 2004. Elle s'engage en 2004 au KIF Örebro DFF.
Marie Hammarström participe avec la sélection suédoise à la Coupe du monde de football féminin 2011. Elle marque le but victorieux lors du match pour la troisième place contre la France.